# Батлухцы
Батлухцы (самоназвания: Бакълъухъ) —  этническая группа в Дагестане, традиционно считается субэтносом аварцев.

## Численность и расселение
Батлухцы компактно проживают в  Шамильском районе, а также в равнинных районах (переселившийся в середине XX века) и городах Дагестана.
В Шамильском районе батлухскими сёлами являются: Нитаб, Куаниб, Голотль, Андых, Могох, Датуна, Верхний Батлух, Нижний Батлух, Заната, Ассаб и Хебда.

## Язык
Батлухский язык относится к южному диалекту аварского языка.